# ファースト・ガール
『ファースト・ガール』は、さいとうちほによる漫画作品。
2002年から2003年まで『プチコミック』（小学館）で連載されていた。単行本は全5巻。

## あらすじ
タンゴが大好きな女子高生・美雨は、借金苦の母親を助けようと、タンゴのインストラクター兼コンパニオンのアルバイトを引き受ける。そして、会場で出会ったレオンという男性に誘われ、今までにない激しいタンゴを踊る。
そこへ、母親から電話が入る。「レオン・ロサスにあんたを売った」突然告げられた母の言葉に呆然とする美雨を連れ、レオンは母国・トルナディアへと飛び立った。
レオンの祖国で、レオンに身を委ねた美雨。もうレオンしかいない、そう思い、美雨はレオンだけを愛そうと誓う。しかし、2人を軍部のクーデターが襲う。2人は奇跡的に助かったものの、レオンの家族は皆殺しにされ、レオンも追われる身となる。そしてレオンは何者かに捕らわれ、美雨も革命軍のリーダー・フアンの手に落ちる。

## 登場人物

### 主人公
五月 美雨（さつき みう）
17歳。高校生。幼い頃から母親からタンゴを教わり、好きになる。レオンと一緒になり、男を魅了する妙な色気を発揮させていく。
レオン・ロサス
ロサス家の五男。母親が日本人で、愛人だったため、兄たちからは嫌われている。

### 美雨の家族
五月 美斗（さつき　みと）
38歳。元・タンゴダンサー。現在はスナック「タンゴ」を営むが、莫大な借金を負っている。20歳の時、トルナディアにタンゴを学ぶため留学していた。レオンの母親・風子とは幼なじみ。
弓弦（ゆづる）
14歳。美雨の義弟。美斗の再婚相手の連れ子。離婚したので、現在は別々に暮らしている。美雨のことが好きだが、血はつながっていなくても、美雨には弟としか見られていない。

### ロサス家
「トルナディアの陰の王」と呼ばれる一家。
ヨアキム・ロサス
74歳。レオンの父親。トルナディアの大統領を25年間務めてきた。
アルマンド・ロサス
ロサス家の長男。
イブライム・ロサス
ロサス家の次男。
エルネスト・ロサス
ロサス家の三男。
オスバルト・ロサス
ロサス家の四男。

### その他
フアン・オルティス
市民派革命軍のリーダー。市民から英雄とされ、コマンダンテ(指揮官)と呼ばれている。美雨に惹かれていく。
マレーナ
元タンゴダンサー。フアンの元から逃げ出した美雨を助けた女性。風子と美斗にタンゴを教えた。
シルバ
トルナディアの将軍。大使館付きの仕事で日本にいたことがあり、日本語を話せる。
アイザック・プリンス
ブロードウェイの天才振付師兼演出家。薬物中毒。

## トルナディアとは
南米の小国。首都はラルゴパソ。国名はスペイン語の「tornado/竜巻」に由来する。
山岳部ではダイヤや銀が多く採掘され、南米では豊かな国だが、国民には貧富の差がある。近年の特産物は、薔薇で、青い薔薇の品種を開発・栽培する。

## 書誌情報
さいとうちほ 『ファースト・ガール』
| - 小学館〈フラワーコミックス〉 全5巻 1. 2002年05月25日発売、ISBN 4-09-132184-4 2. 2002年10月26日発売、ISBN 4-09-132185-2 3. 2003年03月26日発売、ISBN 4-09-132186-0 4. 2003年08月23日発売、ISBN 4-09-132187-9 5. 2004年01月26日発売、ISBN 4-09-132188-7 | - 小学館〈小学館コミック文庫〉 全3巻 1. 2008年4月15日発売、ISBN 978-4-09-191488-0 2. 2008年5月15日発売、ISBN 978-4-09-191489-7 3. 2008年6月13日発売、ISBN 978-4-09-191490-3 |